# Ullensaker/Kisa Idrettslag 2017
Questa voce raccoglie le informazioni riguardanti l'Ullensaker/Kisa Idrettslag nelle competizioni ufficiali della stagione 2017.

## Stagione
A seguito del 13º posto finale della precedente stagione, l'Ullensaker/Kisa avrebbe affrontato il campionato di 1. divisjon 2017, oltre al Norgesmesterskapet. Il 20 dicembre è stato compilato il calendario del nuovo campionato, che alla 1ª giornata avrebbe visto la squadra ospitare il Levanger, nel weekend dell'1-2 aprile 2017.
Il 7 aprile è stato sorteggiato il primo turno del Norgesmesterskapet 2017: l'Ullensaker/Kisa avrebbe fatto visita allo Skedsmo. Superato questo ostacolo, l'Ullensaker/Kisa ha battuto l'Alta, prima di essere eliminato dal Lillestrøm al terzo turno della manifestazione.
La squadra ha chiuso la stagione al 6º posto, centrando così una posizione utile a partecipare alle qualificazioni all'Eliteserien. Al primo turno delle stesse, ha perso per 3-1 sul campo del Mjøndalen, restando così in 1. divisjon.

## Maglie e sponsor
Lo sponsor tecnico per la stagione 2017 è stato Umbro, mentre lo sponsor ufficiale fu Jessheim Storsenter. La divisa casalinga era composta da una maglietta gialla con una inserti verdi, pantaloncini e calzettoni verdi. Quella da trasferta era invece costituita da una maglietta bianca, pantaloncini neri e calzettoni bianchi.
| Casa | Trasferta |

## Rosa
| N. |                     | Ruolo | Calciatore          |
| -- | ------------------- | ----- | ------------------- |
| 1  | Norvegia (bandiera) | P     | Alexander Vangen    |
| 2  | Norvegia (bandiera) | D     | Mario Monir El-Gazi |
| 3  | Norvegia (bandiera) | C     | Oliver Stenseth     |
| 4  | Somalia (bandiera)  | D     | Ciise Abshir        |
| 5  | Norvegia (bandiera) | D     | Nikolas Walstad     |
| 6  | Norvegia (bandiera) | C     | Markus Furseth      |
| 7  | Norvegia (bandiera) | D     | Jan Tore Amundsen   |
| 8  | Norvegia (bandiera) | C     | Truls Jørstad       |
| 9  | Norvegia (bandiera) | A     | Ole Kristian Langås |
| 10 | Norvegia (bandiera) | C     | Niklas Sandberg     |
| 11 | Norvegia (bandiera) | C     | Christian Aas       |
| 13 | Norvegia (bandiera) | C     | Martin Søreide      |
| 14 | Norvegia (bandiera) | A     | Ole Andreas Nesset  |
| 15 | Norvegia (bandiera) | D     | Mats André Kaland   |

| N. |                     | Ruolo | Calciatore                |
| -- | ------------------- | ----- | ------------------------- |
| 16 | Norvegia (bandiera) | C     | Kristoffer Ødemarksbakken |
| 17 | Norvegia (bandiera) | D     | Karsten Rognerud          |
| 18 | Norvegia (bandiera) | C     | Herman Henriksen          |
| 20 | Norvegia (bandiera) | C     | Magnus Retsius Grødem     |
| 20 | Norvegia (bandiera) | C     | Vetle Dragsnes            |
| 21 | Francia (bandiera)  | D     | Emmanuel Troudart         |
| 22 | Norvegia (bandiera) | C     | Nicolay Solberg           |
| 23 | Norvegia (bandiera) | C     | Jonas Fjeldberg           |
| 24 | Norvegia (bandiera) | D     | Martin Rosenkilde         |
| 25 | Norvegia (bandiera) | C     | Martin Torp               |
| 26 | Norvegia (bandiera) | D     | Espen Garnås              |
| 30 | Norvegia (bandiera) | P     | Rodijs Taurins            |
| 31 | Norvegia (bandiera) | P     | Stefan Hagerup            |
| 37 | Norvegia (bandiera) | A     | Andreas Aalbu             |

## Calciomercato

### Sessione invernale(dal 01/01 al 31/03)
| Arrivi | Arrivi             | Arrivi      | Arrivi     |
| R.     | Nome               | da          | Modalità   |
| ------ | ------------------ | ----------- | ---------- |
| P      | Stefan Hagerup     | Sogndal     | definitivo |
| D      | Ciise Abshir       | KFUM Oslo   | definitivo |
| D      | Emmanuel Troudart  |             | svincolato |
| D      | Nikolas Walstad    | Lillestrøm  | definitivo |
| C      | Niklas Sandberg    | Sandnes Ulf | definitivo |
| C      | Martin Torp        | Sandefjord  | definitivo |
| A      | Andreas Aalbu      | Fredrikstad | definitivo |
| A      | Ole Andreas Nesset | Elverum     | definitivo |

| Partenze         | Partenze                | Partenze      | Partenze      |
| R.               | Nome                    | a             | Modalità      |
| ---------------- | ----------------------- | ------------- | ------------- |
| P                | Henrik Bakke            | Nardo         | definitivo    |
| P                | Fredrik Johansen Mundal | KFUM Oslo     | prestito      |
| P                | Sean McDermott          |               | svincolato    |
| D                | Mikael Ådland Gulliksen |               | svincolato    |
| D                | Edmir Asani             |               | svincolato    |
| D                | Thomas Braaten          |               | svincolato    |
| D                | Martin Falkeborn        | Lillestrøm    | fine prestito |
| C                | Jesper Andreasson       |               | svincolato    |
| C                | Fredrik Krogstad        | Lillestrøm    | fine prestito |
| C                | Oliver Stenseth         |               | svincolato    |
| A                | Riki Alba               | Vålerenga     | fine prestito |
| A                | Espen Standal           |               | svincolato    |
| A                | Markus Stensby          | Eidsvold Turn | prestito      |
| Altre operazioni |                         |               |               |
| R.               | Nome                    | da            | Modalità      |
| C                | Martin Torp             | Sandefjord    | fine prestito |

### Tra le due sessioni
| Arrivi | Arrivi | Arrivi | Arrivi   |
| R.     | Nome   | da     | Modalità |
| ------ | ------ | ------ | -------- |

| Partenze | Partenze        | Partenze | Partenze   |
| R.       | Nome            | a        | Modalità   |
| -------- | --------------- | -------- | ---------- |
| C        | Jonas Fjeldberg |          | svincolato |

### Sessione estiva(dal 20/07 al 16/08)
| Arrivi           | Arrivi                  | Arrivi      | Arrivi        |
| R.               | Nome                    | da          | Modalità      |
| ---------------- | ----------------------- | ----------- | ------------- |
| D                | Espen Garnås            | Kjelsås     | definitivo    |
| D                | Mats André Kaland       | Fredrikstad | definitivo    |
| C                | Magnus Retsius Grødem   | Vålerenga   | prestito      |
| Altre operazioni |                         |             |               |
| R.               | Nome                    | da          | Modalità      |
| P                | Fredrik Johansen Mundal | KFUM Oslo   | fine prestito |

| Partenze | Partenze                | Partenze  | Partenze   |
| R.       | Nome                    | a         | Modalità   |
| -------- | ----------------------- | --------- | ---------- |
| P        | Fredrik Johansen Mundal | Skjetten  | prestito   |
| C        | Vetle Dragsnes          | Mjøndalen | definitivo |

## Risultati

### 1. divisjon

#### Girone di andata
| Arbitro: | Amland (Bergen) |

|                        |           |                        |
| Aalbu 53’ Sandberg 83’ | Marcatori | 22’ Stene 90’ Nordberg |

| Arbitro: | Borgersen (Oslo) |

|               |           |                              |
| Ibrahimaj 52’ | Marcatori | 67’ Aalbu 89’ Ødemarksbakken |

| Arbitro: | M. Smehus Kringstad |

|                                 |           |  |
| Troudart 86’ Ødemarksbakken 89’ | Marcatori |  |

| Arbitro: | Følstad Skarsem (Trondheim) |

|  |           |                       |
|  | Marcatori | 53’, 58’, 63’ Solberg |

| Arbitro: | Borgersen (Oslo) |

|                       |           |              |
| Langås 4’ Jørstad 53’ | Marcatori | 38’ Kapidžić |

| Arbitro: | Følstad Skarsem (Trondheim) |

|                               |           |              |
| Børufsen 45’, 70’ Segberg 56’ | Marcatori | 45’ Sandberg |

| Arbitro: | Hansen (Oslo) |

|                        |           |                                             |
| Solberg 30’ Langås 90’ | Marcatori | 40’ Hestetun 57’ Hammersland 72’ Stephensen |

| Arbitro: | Smehus Kringstad (Oslo) |

|                                  |           |            |
| Drage 37’ Opseth 52’ Saltnes 88’ | Marcatori | 75’ Langås |

| Arbitro: | Hansen Grøtta |

|            |           |  |
| Nesset 89’ | Marcatori |  |

| Sandnes 28 maggio 2017, ore 18:00 10ª giornata | Sandnes Ulf | 0 – 0 referto | Ullensaker/Kisa | Sandnes Stadion (1.377 spett.)\| Arbitro: \| Aslam \| |
| Arbitro:                                       | Aslam       |               |                 |                                                       |

| Arbitro: | Følstad Skarsem (Trondheim) |

|  |           |                                   |
|  | Marcatori | 19’ Maykel 54’ Ericsson 80’ Güven |

| Mjøndalen 11 giugno 2017, ore 18:00 12ª giornata                             | Mjøndalen | 3 – 1 referto     | Ullensaker/Kisa | Isachsen Stadion (1.836 spett.) |
| \| \| \| \| \| Pellegrino 50’, 62’, 70’ \| Marcatori \| 8’ Ødemarksbakken \| |           |                   |                 |                                 |
|                                                                              |           |                   |                 |                                 |
| Pellegrino 50’, 62’, 70’                                                     | Marcatori | 8’ Ødemarksbakken |                 |                                 |

| Arbitro: | Borgersen (Oslo) |

|                                 |           |             |
| Muhammed 30’ Kupen 44’ Aase 90’ | Marcatori | 41’ Solberg |

| Arbitro: | Hansen (Oslo) |

|  |           |             |
|  | Marcatori | 22’ Lillebo |

| Arbitro: | Jonsson Trædal (Oslo) |

|                                                               |           |                        |
| Hagen 1’ Berglann 28’, 55’ Collett 52’ Danso 75’ Andersen 85’ | Marcatori | 38’ Aalbu 63’ Sandberg |

#### Girone di ritorno
| Arbitro: | Amland (Bergen) |

|                       |           |  |
| Nesset 47’ Kaland 64’ | Marcatori |  |

| Arbitro: | Aslam |

|            |           |                                  |
| Castro 34’ | Marcatori | 21’, 64’ Ødemarksbakken 55’ Torp |

| Arbitro: | Smehus Kringstad |

|                                |           |                              |
| Solberg 44’ Ødemarksbakken 52’ | Marcatori | 1’ Eriksen 77’ (rig.) Sellin |

| Arbitro: | Gjermshus (Oslo) |

|                                              |           |                                                    |
| Blakstad 40’ Karlsen 81’ Troudart 89’ (aut.) | Marcatori | 1’ (aut.) Fonn Witry 12’, 74’ Solberg 62’ Sandberg |

| Arbitro: | Aslam |

|            |           |                          |
| Nesset 38’ | Marcatori | 9’ Lie Skålevik 30’ Aase |

| Arbitro: | Aslam |

|  |           |                                     |
|  | Marcatori | 42’, 75’ Ødemarksbakken 81’ Jørstad |

| Jessheim 3 settembre 2017, ore 18:00 22ª giornata | Ullensaker/Kisa | 0 – 1 referto  | Mjøndalen | Jessheim Stadion (840 spett.) |
| \| \| \| \| \| \| Marcatori \| 20’ Fredriksen \|  |                 |                |           |                               |
|                                                   |                 |                |           |                               |
|                                                   | Marcatori       | 20’ Fredriksen |           |                               |

| Arbitro: | Hansen (Oslo) |

|                             |           |                                         |
| Pedersen 20’ V. Lysvoll 28’ | Marcatori | 18’ (aut.) Vibe 45’ Sandberg 46’ Nesset |

| Arbitro: | Jonsson Trædal (Oslo) |

|                                            |           |  |
| Nesset 23’ Sandberg 36’ Retsius Grødem 45’ | Marcatori |  |

| Arbitro: | Tennøy (Bergen) |

|                |           |                                          |
| Aalbu 80’, 90’ | Marcatori | 4’, 6’, 36’ Opseth 24’ Olsen 30’ Layouni |

| Arbitro: | Amland (Bergen) |

|         |           |                          |
| Flo 90’ | Marcatori | 27’ Troudart 76’ Solberg |

| Arbitro: | Gjermshus (Oslo) |

|                                                      |           |           |
| Aalbu 7’, 69’ Kaland 24’ Sandberg 27’, 49’, 51’, 53’ | Marcatori | 85’ Hagen |

| Arbitro: | Hansen (Oslo) |

|                                    |           |                                                     |
| Troudart 31’ (aut.) Trøen 52’, 86’ | Marcatori | 5’, 90’ (rig.) Solberg 41’ Aalbu 82’ Retsius Grødem |

| Arbitro: | Smehus Kringstad (Oslo) |

|                                                 |           |                      |
| Ødemarksbakken 30’, 60’, 85’ (rig.) Solberg 89’ | Marcatori | 18’ Lazić 90’ Kovács |

| Arbitro: | Hauge (Bergen) |

|                           |           |  |
| Lykke Strand 9’ Stene 70’ | Marcatori |  |

### Qualificazioni all'Eliteserien
| Arbitro: | Skjerven (Kaupanger) |

|                                                  |           |           |
| Gauseth 13’ (rig.) Fredriksen 21’ Pellegrino 40’ | Marcatori | 38’ Aalbu |

### Norgesmesterskapet
| Skedsmokorset 26 aprile 2017, ore 18:00 Primo turno                                               | Skedsmo   | 1 – 4 referto                                  | Ullensaker/Kisa | Skedsmo Stadion |
| \| \| \| \| \| Rustadbakken 82’ \| Marcatori \| 7’ Jørstad 45’ Abshir 64’ Langås 84’ Fjeldberg \| |           |                                                |                 |                 |
|                                                                                                   |           |                                                |                 |                 |
| Rustadbakken 82’                                                                                  | Marcatori | 7’ Jørstad 45’ Abshir 64’ Langås 84’ Fjeldberg |                 |                 |

| Jessheim 24 maggio 2017, ore 18:00 Secondo turno    | Ullensaker/Kisa | 2 – 0 referto | Alta | Jessheim Stadion (245 spett.) |
| \| \| \| \| \| Sandberg 76’, 82’ \| Marcatori \| \| |                 |               |      |                               |
|                                                     |                 |               |      |                               |
| Sandberg 76’, 82’                                   | Marcatori       |               |      |                               |

| Arbitro: | Kjensli (Oslo) |

|                            |           |                                                    |
| Sandberg 18’ Fjeldberg 82’ | Marcatori | 27’ Innocent 30’ Rafn 67’ Kind Mikalsen 87’ Mathew |

## Statistiche

### Statistiche di squadra
| Competizione          | Punti | In casa | In casa | In casa | In casa | In casa | In casa | In trasferta | In trasferta | In trasferta | In trasferta | In trasferta | In trasferta | Totale | Totale | Totale | Totale | Totale | Totale | DR |
| Competizione          | Punti | G       | V       | N       | P       | Gf      | Gs      | G            | V            | N            | P            | Gf           | Gs           | G      | V      | N      | P      | Gf     | Gs     | DR |
| --------------------- | ----- | ------- | ------- | ------- | ------- | ------- | ------- | ------------ | ------------ | ------------ | ------------ | ------------ | ------------ | ------ | ------ | ------ | ------ | ------ | ------ | -- |
| 1. divisjon           | 48    | 15      | 7       | 2       | 6       | 31      | 24      | 15           | 8            | 1            | 6            | 30           | 31           | 30     | 15     | 3      | 12     | 61     | 55     | +6 |
| Norgesmesterskapet    | -     | 2       | 1       | 0       | 1       | 4       | 4       | 1            | 1            | 0            | 0            | 4            | 1            | 3      | 2      | 0      | 1      | 8      | 5      | +3 |
| Qual. all'Eliteserien | -     | 0       | 0       | 0       | 0       | 0       | 0       | 1            | 0            | 0            | 1            | 1            | 3            | 1      | 0      | 0      | 1      | 1      | 3      | -2 |
| Totale                | -     | 17      | 8       | 2       | 7       | 35      | 28      | 17           | 9            | 1            | 7            | 35           | 35           | 34     | 17     | 3      | 14     | 70     | 63     | +7 |

### Andamento in campionato
| Giornata  | 1 | 2 | 3 | 4 | 5 | 6 | 7 | 8 | 9 | 10 | 11 | 12 | 13 | 14 | 15 | 16 | 17 | 18 | 19 | 20 | 21 | 22 | 23 | 24 | 25 | 26 | 27 | 28 | 29 | 30 |
| --------- | - | - | - | - | - | - | - | - | - | -- | -- | -- | -- | -- | -- | -- | -- | -- | -- | -- | -- | -- | -- | -- | -- | -- | -- | -- | -- | -- |
| Luogo     | C | T | C | T | C | T | C | T | C | T  | C  | T  | T  | C  | T  | C  | T  | C  | T  | C  | T  | C  | T  | C  | C  | T  | C  | T  | C  | T  |
| Risultato | N | V | V | V | V | P | P | P | V | N  | P  | P  | P  | P  | P  | V  | V  | N  | V  | P  | V  | P  | V  | V  | V  | V  | V  | V  | V  | P  |
| Posizione | 9 | 6 | 5 | 3 | 2 | 4 | 6 | 6 | 5 | 5  | 7  | 9  | 9  | 9  | 11 | 10 | 8  | 8  | 6  | 8  | 6  | 8  | 6  | 6  | 6  | 6  | 6  | 6  | 6  | 6  |

Fonte:  OBOS-ligaen 2017, su altomfotball.no, Altomfotball. URL consultato il 9 febbraio 2017 (archiviato dall'url originale il 2 febbraio 2017).
Legenda:

Luogo: C = Casa; T = Trasferta. Risultato: V = Vittoria; N = Pareggio; P = Sconfitta.

### Statistiche dei giocatori
| Giocatore         | 1. divisjon | 1. divisjon | 1. divisjon | 1. divisjon | Norgesmesterskapet | Norgesmesterskapet | Norgesmesterskapet | Norgesmesterskapet | Coppe europee | Coppe europee | Coppe europee | Coppe europee | Altre coppe | Altre coppe | Altre coppe | Altre coppe | Totale   | Totale | Totale      | Totale     |
| Giocatore         | Presenze    | Reti        | Ammonizioni | Espulsioni  | Presenze           | Reti               | Ammonizioni        | Espulsioni         | Presenze      | Reti          | Ammonizioni   | Espulsioni    | Presenze    | Reti        | Ammonizioni | Espulsioni  | Presenze | Reti   | Ammonizioni | Espulsioni |
| ----------------- | ----------- | ----------- | ----------- | ----------- | ------------------ | ------------------ | ------------------ | ------------------ | ------------- | ------------- | ------------- | ------------- | ----------- | ----------- | ----------- | ----------- | -------- | ------ | ----------- | ---------- |
| A. Aalbu          | 23          | 8           | 1           | 0           | 3                  | 0                  | 0                  | 0                  |               |               |               |               | 1           | 1           | 0           | 0           | 27       | 9      | 1           | 0          |
| C. Aas            | 26          | 0           | 3           | 0           | 3                  | 0                  | 0                  | 0                  |               |               |               |               | 1           | 0           | 1           | 0           | 30       | 0      | 4           | 0          |
| C. Abshir         | 16          | 0           | 3           | 0           | 3                  | 1                  | 0                  | 0                  |               |               |               |               | 0           | 0           | 0           | 0           | 19       | 1      | 3           | 0          |
| J. Amundsen       | 20          | 0           | 3           | 0           | 2                  | 0                  | 0                  | 0                  |               |               |               |               | 1           | 0           | 0           | 0           | 23       | 0      | 3           | 0          |
| V. Dragsnes       | 16          | 0           | 1           | 0           | 3                  | 0                  | 0                  | 0                  |               |               |               |               | -           | -           | -           | -           | 19       | 0      | 1           | 0          |
| J. Fjeldberg      | 7           | 0           | 0           | 0           | 3                  | 2                  | 0                  | 0                  |               |               |               |               | -           | -           | -           | -           | 10       | 2      | 0           | 0          |
| M. Furseth        | 0           | 0           | 0           | 0           | 0                  | 0                  | 0                  | 0                  |               |               |               |               | 0           | 0           | 0           | 0           | 0        | 0      | 0           | 0          |
| E. Garnås         | 7           | 0           | 1           | 0           | -                  | -                  | -                  | -                  |               |               |               |               | 1           | 0           | 0           | 0           | 8        | 0      | 1           | 0          |
| S. Hagerup        | 30          | -55         | 1           | 0           | 2                  | -4                 | 0                  | 0                  |               |               |               |               | 1           | -3          | 1           | 0           | 33       | -62    | 2           | 0          |
| H. Henriksen      | 9           | 0           | 0           | 0           | 1                  | 0                  | 0                  | 0                  |               |               |               |               | 0           | 0           | 0           | 0           | 10       | 0      | 0           | 0          |
| T. Jørstad        | 22          | 2           | 4           | 0           | 3                  | 1                  | 0                  | 0                  |               |               |               |               | 0           | 0           | 0           | 0           | 25       | 3      | 4           | 0          |
| M. Kaland         | 15          | 2           | 1           | 0           | -                  | -                  | -                  | -                  |               |               |               |               | 1           | 0           | 0           | 0           | 16       | 2      | 1           | 0          |
| O. Langås         | 17          | 3           | 1           | 0           | 2                  | 1                  | 0                  | 0                  |               |               |               |               | 1           | 0           | 0           | 0           | 20       | 4      | 1           | 0          |
| O. Nesset         | 16          | 5           | 0           | 0           | 2                  | 0                  | 0                  | 0                  |               |               |               |               | 1           | 0           | 0           | 0           | 19       | 5      | 0           | 0          |
| K. Ødemarksbakken | 29          | 12          | 3           | 0           | 2                  | 0                  | 0                  | 0                  |               |               |               |               | 1           | 0           | 0           | 0           | 32       | 12     | 3           | 0          |
| M. Retsius Grødem | 10          | 2           | 1           | 0           | -                  | -                  | -                  | -                  |               |               |               |               | 0           | 0           | 0           | 0           | 10       | 2      | 1           | 0          |
| K. Rognerud       | 6           | 0           | 0           | 0           | 2                  | 0                  | 0                  | 0                  |               |               |               |               | 0           | 0           | 0           | 0           | 8        | 0      | 0           | 0          |
| M. Rosenkilde     | 3           | 0           | 1           | 0           | 1                  | 0                  | 0                  | 0                  |               |               |               |               | 0           | 0           | 0           | 0           | 4        | 0      | 1           | 0          |
| N. Sandberg       | 26          | 11          | 6           | 0           | 3                  | 3                  | 0                  | 0                  |               |               |               |               | 1           | 0           | 0           | 0           | 30       | 14     | 6           | 0          |
| N. Solberg        | 27          | 11          | 3           | 1           | 1                  | 0                  | 0                  | 0                  |               |               |               |               | 1           | 0           | 0           | 0           | 29       | 11     | 3           | 1          |
| M. Søreide        | 0           | 0           | 0           | 0           | 0                  | 0                  | 0                  | 0                  |               |               |               |               | 0           | 0           | 0           | 0           | 0        | 0      | 0           | 0          |
| O. Stenseth       | 0           | 0           | 0           | 0           | 0                  | 0                  | 0                  | 0                  |               |               |               |               | 0           | 0           | 0           | 0           | 0        | 0      | 0           | 0          |
| M. Torp           | 19          | 1           | 3           | 0           | 0                  | 0                  | 0                  | 0                  |               |               |               |               | 1           | 0           | 0           | 0           | 20       | 1      | 3           | 0          |
| E. Troudart       | 29          | 2           | 3           | 0           | 3                  | 0                  | 0                  | 0                  |               |               |               |               | 1           | 0           | 0           | 0           | 33       | 2      | 3           | 0          |
| A. Vangen         | 0           | -0          | 0           | 0           | 1                  | -1                 | 0                  | 0                  |               |               |               |               | 0           | -0          | 0           | 0           | 1        | -1     | 0           | 0          |
| N. Walstad        | 20          | 0           | 1           | 0           | 1                  | 0                  | 0                  | 0                  |               |               |               |               | 1           | 0           | 0           | 0           | 22       | 0      | 1           | 0          |